# Kramnica
Der Kramnica ist ein Berg in den polnischen Zipser Pieninen, einem Gebirgszug der Pieninen, mit 688 Metern Höhe über dem Meeresspiegel.

## Lage und Umgebung
Der Kramnica liegt im Pieninen-Felsengürtel an der Grenze zwischen dem Gebirgszug der Zipser Pieninen und der Talsenke Kotlina Nowotarska. Westlich des Gipfels fließt der Gebirgsfluss Białka und formt den Białka-Durchbruch. Auf der gegenüberliegenden Seite des Flusses erhebt sich der Felsen Obłazowa. Das ganze Gebiet befindet sich in einem Naturreservat.

## Tourismus
Der Gipfel ist von allen umliegenden Ortschaften leicht erreichbar. Er liegt außerhalb des Tatra-Nationalparks. Vom Gipfel öffnet sich ein weiter Rundumblick auf die umliegenden Gebirgszüge. 

## Panorama

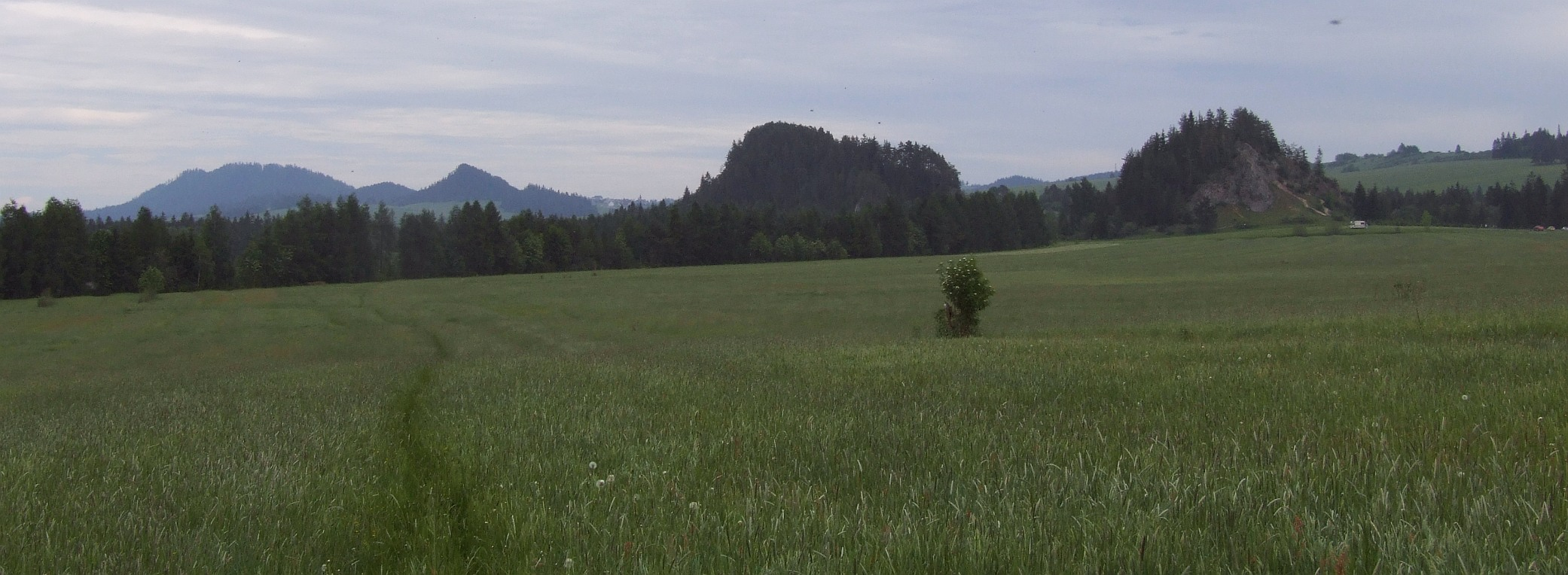
Blick von der DK49